# Benoît Rivière
Pour les articles homonymes, voir Rivière (homonymie).
Benoît Rivière, né le 14 septembre 1954 à Brive-la-Gaillarde (Corrèze), est un évêque catholique français, évêque d'Autun, Chalon-sur-Saône et Mâcon, également abbé de Cluny depuis 2006.

## Biographie
Benoît Marie Pascal Rivière est le fils de Jacques Rivière (banquier décédé en 2000) et de Monique Michelet, l'une des filles d'Edmond Michelet, héros de la Résistance, ministre du général de Gaulle.

### Formation
Après avoir suivi son cursus scolaire jusqu'aux classes préparatoires au collège Stanislas de Paris, il intègre l'École supérieure de commerce de Paris en 1976.
Membre des Fraternités monastiques de Jérusalem, sa formation vers la prêtrise le conduit du grand séminaire de Marseille (de 1979 à 1983) à la faculté des lettres d'Aix-en-Provence (de 1981 à 1983), où il suit des études de philosophie. 
Ordonné prêtre le 18 septembre 1983 pour le diocèse de Marseille, il complète sa formation à l'Institut catholique de Paris jusqu'en 1985.

### Principaux ministères
De 1985 à 2000, son ministère en paroisse dans son diocèse de Marseille le conduit de la paroisse de la Sainte-Trinité à celle de La Ciotat puis celle du Redon.
En parallèle, il assume des missions d'aumônier de lycée puis d'étudiants.
Au niveau diocésain, il est vicaire épiscopal chargé de la pastorale des jeunes en 1995 et responsable adjoint de la pastorale de l'enseignement catholique de Marseille de 1996 à 2000.
Nommé évêque auxiliaire de Marseille le 4 décembre 2000 avec le titre d'évêque in partibus infidelium d'Aquae Albae-en-Maurétanie (de), il est consacré le 18 février 2001 par Bernard Panafieu, assisté de Jean-Pierre Ricard, évêque de Montpellier et de Dominique Rey, évêque de Fréjus et Toulon. Il est nommé évêque d'Autun, Chalon et Mâcon le 8 avril 2006 et, à ce titre, abbé de Cluny depuis le 30 avril 2006.
Au sein de la conférence des évêques de France, il est membre de la Commission éducation, vie et foi des jeunes et préside le Conseil pour la pastorale des enfants et des jeunes depuis juin 2005. Le 8 novembre 2008, il est réélu à cette présidence pour un mandat de trois ans.
Il est par ailleurs l'évêque accompagnateur de la mission étudiante catholique de France (dissoute en 2006), des scouts d'Europe et, de 2010 à 2012, de la Fédération sportive et culturelle de France (FSCF).
En 2017, il crée le prix de littérature Cardinal-Perraud.
Le 3 janvier 2023, le pape François le nomme administrateur apostolique du diocèse de Nevers, à la suite d'une volonté de Thierry Brac de La Perrière d'effectuer une période de repos durant six mois.
Le 26 juin 2023, après la démission de ce dernier, Benoit Rivière est confirmé dans cette charge. 

Il termine cette mission le 2 juin 2024, date de l’installation de Grégoire Drouot, nommé évêque du diocèse le 16 mars 2024.

## Devise épiscopale
« Sufficit tibi gratia mea. » (2Co 12,9) : « Ma grâce te suffit. »

## Prises de position

### Enseignement du fait religieux à l'école
En 2006, il se prononce en faveur de l'enseignement du fait religieux à l'école, estimant qu'il est important que chacun comprenne la religion de l'autre. Il cite pour exemple des écoles catholiques de Marseille qui accueillent essentiellement des musulmans, trouvant naturel que ceux-ci comprennent quelle est la foi des chrétiens.

### Œcuménisme
Dans une conférence donnée en 2005, il se réjouit des perspectives positives données par le concile Vatican II sur l'œcuménisme, invitant les catholiques à rester mobilisés sur cette question.

### Relations avec le judaïsme
Lors de la session de formation intitulée Face aux nouvelles formes d’antisémitisme, comment être chrétien ? — organisée les 29 et 30 janvier 2005 par le Comité des évêques de France pour les relations avec le judaïsme en association avec le Conseil représentatif des institutions juives de France (CRIF) — Benoît Rivière fait un exposé intitulé Convictions chrétiennes et responsabilités face à l’antisémitisme.

## Déclarations controversées sur la communauté Saint-Jean
En sa qualité d'évêque référent de la congrégation depuis sa nomination à Autun en 2006, Benoît Rivière est interrogé le 11 avril 2024 par la journaliste Sophie Broyet  dans le cadre d'un court reportage sur les abus sexuels dans la communauté Saint-Jean diffusé par le journal télévisé de France 2. Le reportage reprend notamment le questionnaire anonyme interne soumis en 2023 à des religieuses de la congrégation en réponse auquel « la moitié d'entre elles déclarent avoir été victimes de violences, contraintes, menaces, exhibitionnisme et aussi de viols ». Le compte-rendu confidentiel du questionnaire évoque selon ses propres termes « un abîme de dysfonctionnements, de souffrances, de malheurs ». À la question de savoir s'il a lu le rapport sur le sujet paru en juin 2023, Benoît Rivière déclare n'avoir « pas lu tout ce rapport en détail »,. 
La « désinvolture » de la réponse de l'évêque est relevée le lendemain par le magazine Golias Hebdo ainsi que ses propos non diffusés où il dit évasivement n'avoir « pas assez relayé ou assez pris le temps », « une fois ou l'autre », ou encore « à certains moments » n'avoir « pas été assez disponible » par rapport aux plaintes qui lui étaient adressées. À la suite de l'intervention télévisée de Benoît Rivière, une publication très suivie sur Twitter de la journaliste Natalia Trouiller révèle « plusieurs graves témoignages sur son aveuglement à propos des abus de la Communauté ».
En mars 2025, une enquête de la journaliste Delphine Evenou mentionne deux autres prêtres au « profil pédocriminel » signalés à Benoît Rivière sans que celui-ci intervienne.

## Publications
- Benoît Rivière et Joseph-Marie Perrin (préf. Emmanuel de La Taille), Être prêtre : deux témoins, une voix, Paris, Mame, 1994, 106 p.
- Benoît Rivière, Prier 15 jours avec Edmond et Marie Michelet, Montrouge, Nouvelle Cité, coll. « Prier 15 jours » (no 35), 1999, 124 p.
- Benoît Rivière, Prier 15 jours avec le père Joseph-Marie Perrin, Paris, Nouvelle Cité, coll. « Prier 15 jours » (no 99), 2005, 126 p.
- Benoît Rivière, "Veux-tu servir ou être servi ?" : un évêque parmi les jeunes, Bruyères-le-Châtel, Nouvelle Cité, coll. « Vie des hommes », 2011, 189 p.
- Benoît Rivière, "Soyez le sel de la terre !", Les Plans-sur-Bex-Paris, Parole et silence, 2015, 198 p.
- Benoît Rivière, Dieu court avec nous, Les Plans-sur-Bex-Paris, Parole et silence, 2017, 150 p.
- Benoît Rivière et Anne Jacquemot, Simples conversations : entretiens, Paris, Médiaspaul, 2019, 147 p. (ISBN 978-2-7122-1535-4, BNF 45848860).
- Benoît Rivière (dir.), Autun, la grâce d'une cathédrale, Paris, Éditions Place des Victoires, 2020, 441 p. (ISBN 978-2-8099-1882-3, BNF 46787025).